# 1988 في الفلبين
فيما يلي قوائم الأحداث التي وقعت خلال عام 1988 في الفلبين.

## سياسة

### تعيين في المنصب
- 22 يناير – فيديل فالديس راموس وزير الدفاع الوطني [الإنجليزية]‏.
- 1 يوليو – مارسيلو فرنان Chief Justice of the Philippines [الإنجليزية]‏.
- 1 يوليو – مارسيلو فرنان Chief Justice of the Philippines [الإنجليزية]‏.

## مواليد

### يناير
- 16 يناير – أليكس غونزاغا مقدمة تلفزيونية فلبينية.

### فبراير
- 26 فبراير – توني ريفيرو لاعبة تايكوندو فلبينية.
- 29 فبراير – ميلان ميليندو ملاكم فلبيني.

### أبريل
- 10 أبريل – أبريل لوف جوردن عارضة فلبينية.
- 18 أبريل – جيري بابروزا لاعب كرة قدم فلبيني.

### يونيو
- 23 يونيو – رونالد باسكوال لاعب كرة سلة فلبيني.

### يوليو
- 25 يوليو – ساره جيرونيمو ممثلة فلبينية.

### أغسطس
- 11 أغسطس – رابع الحسيني لاعب كرة سلة فلبيني.

### أكتوبر
- 4 أكتوبر – جوزيف ماركو ممثل فلبيني.
- 5 أكتوبر – ماها سلفادور منتجة أفلام فلبينية.

### نوفمبر
- 11 نوفمبر – جيك باسكوال لاعب كرة سلة فلبيني.

### ديسمبر
- 14 ديسمبر – إدا نولان ممثلة فلبينية.

## وفيات

### مارس
- 9 مارس – كارلوس غوميز ألافا (مواليد 1926)

### أبريل
- 17 أبريل – باول إل. فريمان جونيور (مواليد 1907)

### يوليو
- 15 يوليو – نيلز كريستيانسن (مواليد 1913) سبّاح فلبيني.

### أغسطس
- 21 أغسطس – تيدي دياز (مواليد 1963) موسيقي فلبيني.